# Андерссон, Хедда
Хедда Альбертина Андерссон (швед. Hedda Albertina Andersson; 24 апреля 1861, Malmö Karoli church parish[…] — 7 сентября 1950, приход Кафедрального собора Лунда) — шведский врач. Она была второй студенткой Лундского университета и второй женщиной-врачом, получившей образование в шведском университете.

## Биография
Хедда Андерссон была дочерью рабочего по фамилии Андерссон и его супруги Джоанны Андерссон. Когда её отец умер в 1866 году, она переехала с матерью и тремя братьями и сестрами к бабушке.
Со стороны матери она происходит из рода женщин-медиков, которые, согласно имеющимся историческим данным, практиковали традиционную народную медицину не менее семи поколений, начиная с XVII века. Её прабабушка Марна Нилддоттер, как и ее бабушка Элна Ханссон, практиковали лечение народными методами. Её мать и бабушка лечили людей в Мальме. Её бабушка была известна во всей Скандинавии как Лундаквиннан («женщина Лунда») и номинально работала парикмахером, чтобы избежать обвинения в шарлатанстве, как и ее дочь, мать Хедды.
Когда в 1870 году шведские университеты были открыты для женщин, её мать и бабушка решили, что она должна изучать медицину в университете и получить официальную лицензию, чтобы избежать преследований и обвинения в шарлатанстве, которые довольно часто сопровождали членов её семьи. Хедда Андерссон получила образование в школе Марии Стенкулы и была принята в Лундский университет в 1880 году.
Хедду часто называют первой студенткой шведских университетов, но это неверное утверждение, так как незадолго до нее в другой университет поступила Хильдегард Бьорк. Хедда была единственной женщиной в Лундском университете до 1882 года. В 1887 году она получила диплом бакалавра. В 1892 году получила лицензию на ведение частной медицинской практики.
Она работала врачом в Роннебю в 1892—1893 годах, в Мальме в 1893—1895 годах, и в Стокгольме в 1895—1925 годах, после чего поселилась в Лунде. Кроме того, она училась в Копенгагене в 1892 и 1895 годах, а также в 1893 году в Лейпциге под руководством Макса Сэнгера.